# WarioWare Gold
WarioWare Gold (conocido en Japón como Hecho en Wario: Maravilloso (メイド イン ワリオ ゴージャス Meido in Wario Gōjyasu?) es un videojuego desarrollado por Nintendo EPD e Intelligent Systems, y publicado por Nintendo para Nintendo 3DS. Es el octavo juego de la serie WarioWare. Fue publicado en las regiones PAL en julio de 2018, y en agosto del mismo año en Japón y Norteamérica.
Al igual que la mayoría de juegos de la serie, el juego se centra en "microjuegos" que el jugador tiene que completar mientras aumenta la velocidad. WarioWare Gold consta de microjuegos nuevos y de anteriores títulos, reuniendo 300 en total, la mayor cantidad hasta la fecha.

### Trama
Wario organiza un torneo en el estadio de Ciudad Diamante, este torneo esta organizado en tres ligas: botones, giro y táctil. El jugador tiene que desembolsar 10,000 monedas para participar.

## Jugabilidad
El juego está protagonizado por Wario y los personajes habituales de la serie de WarioWare.
Los microjuegos de Gold son recreaciones de microjuegos de varios títulos anteriores de la serie, como WarioWare, Inc.: Minigame Mania, WarioWare: Twisted!, WarioWare: Touched!, WarioWare: Smooth Moves, WarioWare: D.I.Y. y Game & Wario, así como nuevos microjuegos. El jugador ha de interactuar con los microjuegos usando la cruceta, los botones, la pantalla táctil, el micrófono e inclinando la consola. El juego también cuenta con doblaje completo a varios idiomas (japonés, inglés, alemán, francés, español e italiano), así como la posibilidad de sustituir el doblaje por las grabaciones de voz del jugador en las escenas.
| Liga    | Descripción |
| ------- | --- |
| Botones | Todos los micro-juegos utilizan D-pad/Circle Pad y el Botón A                                                                |
|         | Preliminar (Wario), Jimmy T, Mona, Dribble y Spitz, 5-Volt                                                                   |
| Giro    | Micro-juegos que utilizan el giroscopio del 3DS para movimientos laterales pero algunos también requiere utilizar el botón A |
|         | Preliminar (Wario), Ashley, Dr Drygor, 18-Volt, Penny                                                                        |
| Táctil  | Microjuegos que utilizan la pantalla táctil del 3ds. Completar Orbulon desbloquea Liga Ultra                                 |
|         | Preliminar (Wario), Kat y Ana, 9-volt, Cricket y Mantis, Orbulon                                                             |
| Ultra   | Compuesto de tres secciones que incluye a todos personajes, agrega los cinco micro-juegos (Mike) que utilizan el micrófono.  |

## Doblaje
| Personaje     | Seiyū            | Actor de voz original | Doblaje en Hispanoamérica | Doblaje de España |
| ------------- | ---------------- | --------------------- | ------------------------- | ----------------- |
| Wario         | Hironori Kondō   | Charles Martinet      | Gerardo Alonso            | Ramón Canals      |
| Lulú          | Mako Muto        | Alex Cazares          | Leyla Rangel              | Clara Schwarze    |
| Jimmy T.      | Yuma Kametani    | Vegas Trip            | Carlos Segundo            | Rafael Parra      |
| Mona          | Ruriko Aoki      | Stephanie Sheh        | Analíz Sánchez            | Clara Schwarze    |
| Dribble       | Yuma Kametani    | Kyle Herbert          | Carlos Segundo            | Jordi Salas       |
| Spitz         | Kazuya Yamaguchi | Griffin Puatu         | Moisés Iván Mora          | David Jenner      |
| Kat           | Maya Enoyoshi    | Stephanie Sheh        | Annie Rojas               | Anna Orra         |
| Ana           | Yui Matsuyama    | Fryda Wolff           | Annie Rojas               | Anna Orra         |
| Dr. Crygor    | Kensuke Matsui   | Kyle Herbert          | Beto Castillo             | David Jenner      |
| Mike          | Ryōta Suzuki     | Robbie Daymond        | Alan Prieto               | Jordi Salas       |
| Penny Crygor  | Maya Enoyoshi    | Fryda Wolff           | Circe Luna                | Anna Orra         |
| Orbulon       | Shinya Hamazoe   | Robbie Daymond        | Alfonso Obregón           | Jaume Aguiló      |
| Ashley        | Akaya Fukuhara   | Erica Lindbeck        | Cristina Hernández        | Carmen Calvell    |
| Red           | Mako Muto        | Tyler Shammy          | Analíz Sánchez            | Anna Orra         |
| 9-Volt        | Makoto Koichi    | Melissa Hutchison     | Cristina Hernández        | Clara Schwarze    |
| 18-Volt       | Subaru Kimura    | Edward Bosco          | Alfonso Obregón           | Rafael Parra      |
| 5-Volt        | Ruriko Aoki      | Cristina Vee          | Circe Luna                | Carmen Calvell    |
| Young Cricket | Ryōta Suzuki     | Robbie Daymond        | Moisés Iván Mora          | Jaume Aguiló      |
| Master Mantis | Shinya Hamazoe   | Owen Thomas           | Beto Castillo             | Jordi Salas       |
| Fronk         | Kazuya Yamaguchi | Todd Haberkorn        | Alan Prieto               | Jaume Aguiló      |

Nota: A pesar de que Charles Martinet sabe hablar Español, no dobló a su personaje para Hispanoamérica ni en España. Solo dobló al personaje en Inglés.

## Lanzamiento
El juego fue anunciado en el Nintendo Direct del 8 de marzo de 2018.
Fue lanzado en edición física y digital el 27 de julio de 2018 en Europa, al día siguiente en Australia, el 2 de agosto de 2018 en Japón, y al día siguiente en Norteamérica. Previamente a su lanzamiento, estaba disponible una demo en la Nintendo eShop.

## Recepción
WarioWare Gold recibió análisis generalmente favorables, según Metacritic, con una puntuación de 78 sobre 100.
La revista japonesa Famitsu le otorgó una puntuación de 32 sobre 40.